# جابجایی مکانی گونه

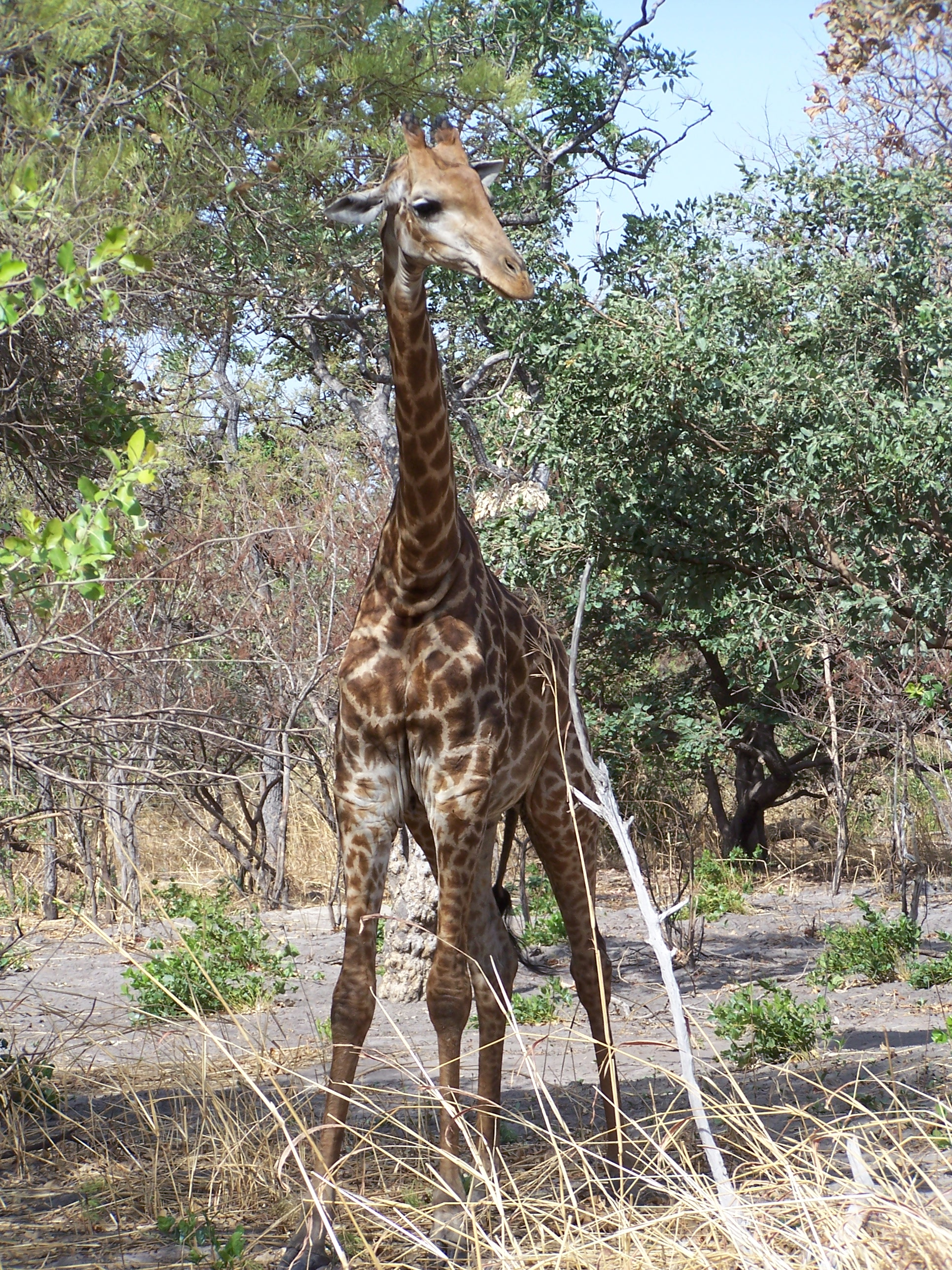
زرافه های آفریقای جنوبی به سنگال منتقل شدند

جابجایی مکانی یا انتقال Translocation در حفاظت از حیات وحش عبارت است از گرفتن، نگهداری در فضای بسته به طور موقت، بردن به مکان جدید و رهاسازی از زیستگاه قبلی یا معرفی گونه‌ها، زیستگاه‌ها یا دیگر مواد بوم‌شناختی (مانند خاک ) از یک مکان به مکان دیگر. این در تضاد با معرفی دوباره گونه است، اصطلاحی که عموماً برای نشان دادن ورود گونه‌ها از انبارهای اسیر به طبیعت به کار می‌رود.